# Indvielse af Kapel
Indvielse af Kapel er en dansk dokumentarfilm fra 1933.

## Handling
Indvielse af kapel ved bopladsen Kapisillit, i det indre af Godthåbsfjorden. En sælfangst, fra kajak. En del fine close-ups.